# Elisabeth Görgl
Elisabeth Görgl (Bruck an der Mur, 1981. február 20. –) kétszeres világbajnok osztrák alpesisízőnő.
Alpesi síző családban született, édesanyja, Traudl Hecher és bátyja, Stephan Görgl is olimpikon volt. Első világkupa-futamgyőzelmét 2008 januárjában szerezte óriás-műlesiklásban, de nyert világkupaversenyt szuperóriás-műlesiklásban is; főképp a gyors számokban eredményes. A 2009-es világbajnokságon szuperkombinációban, a 2010-es olimpián lesiklásban és óriás-műlesiklásban szerzett bronzérmet. Lesikló bronzérmével megismételte édesanyja 1960-as és 1964-es eredményeit. A 2011-es világbajnokságon, Garmisch-Partenkirchenben, lesiklásban és szuperóriás-műlesiklásban világbajnoki címet szerzett.

## Világkupa-győzelmei

### Versenygyőzelmek
Összesen hét győzelem (2 lesiklás, 2 óriás-műlesiklás, 3 szuperóriás-műlesiklás)
| Dátum              | Helyszín           | Szakág                 |
| ------------------ | ------------------ | ---------------------- |
| 2008. január 28.   | Maribor            | Óriás-műlesiklás       |
| 2008. március 15.  | Bormio             | Óriás-műlesiklás       |
| 2009. december 6.  | Lake Louise        | Szuperóriás-műlesiklás |
| 2012. január 7.    | Bad Kleinkirchheim | Lesiklás               |
| 2014. január 11.   | Altenmarkt         | Lesiklás               |
| 2014. január 23.   | Cortina d’Ampezzo  | Szuperóriás-műlesiklás |
| 2014. december 21. | Val-d’Isère        | Szuperóriás-műlesiklás |